# Боденмюллер, Клаус
Клаус Боденмюллер (нем. Klaus Bodenmüller; род. 6 сентября 1962, Фельдкирх, Форарльберг) — австрийский легкоатлет, специалист по толканию ядра. Выступал за сборную Австрии по лёгкой атлетике в 1985—1993 годах, чемпион Европы в помещении, серебряный призёр чемпионата мира в помещении, многократный победитель первенств национального значения, действующий рекордсмен страны в помещении и на открытом стадионе, участник двух летних Олимпийских игр.

## Биография
Клаус Боденмюллер родился 6 сентября 1962 года в городе Фельдкирх, Австрия. Заниматься лёгкой атлетикой начал в возрасте девяти лет по наставлению матери, сначала заинтересовался метанием копья, позднее стал толкать ядро. Проходил подготовку в Форарльберге в местном клубе LG Montfort.
Первых серьёзных успехов на международном уровне добился в сезоне 1985 года, во многом благодаря сотрудничеству с швейцарским тренером Жан-Пьером Эггером, который позволил ему потренироваться в одной группе с титулованным толкателем Вернером Гюнтером.
В 1986 году Боденмюллер вошёл в состав австрийской сборной и выступил на чемпионате Европы в Штутгарте.
В 1987 году впервые одержал победу на чемпионате Австрии, на соревнованиях в Линце превзошёл всех соперников и установил ныне действующий национальный рекорд в толкании ядра на открытом стадионе — 20,79 метра. Помимо этого, был четвёртым на чемпионате Европы в помещении в Льевене, десятым на чемпионате мира в помещении в Индианаполисе, седьмым на чемпионате мира в Риме.
В 1988 году стал четвёртым на чемпионате Европы в помещении в Будапеште. Благодаря череде успешных выступлений удостоился права защищать честь страны на летних Олимпийских играх в Сеуле — на предварительном квалификационном этапе толкания ядра показал результат 18,89 метра, чего оказалось недостаточно для выхода в финал.
В 1990 году победил на чемпионате Европы в помещении в Глазго, установив ныне действующий национальный рекорд Австрии в помещении — 21,03 метра. На чемпионате Европы в Сплите закрыл десятку сильнейших.
В 1991 году выиграл серебряную медаль на чемпионате мира в помещении в Севилье, уступив лишь своему тренировочному партнёру Вернеру Гюнтеру.
В 1992 году взял бронзу на чемпионате Европы в помещении в Генуе. Принимал участие в Олимпийских играх в Барселоне — в финале толкнул ядро на 20,48 метра, став шестым.
В 1993 году толкал ядро на чемпионате мира в Штутгарте, с результатом 18,07 в финал не вышел. По окончании сезона принял решение завершить спортивную карьеру.
В общей сложности Клаус Боденмюллер пять раз становился чемпионом Австрии в толкании ядра на открытом стадионе (1987, 1989, 1991—1993) и шесть раз в помещении (1986—1988, 1990—1992).
Будучи по образованию программистом, впоследствии занимался разработкой программного обеспечения для спортивного хронометража.